# 正四位
正四位為日本品秩與神階的一種，位於從三位之下、從四位之上，勳等上相當於勳三等，追贈時則稱為贈正四位。

## 解說
律令制度中正四位上相當於中務卿、參議，正四位下為皇太子傅以及八省的長官等卿（式部卿、治部卿、民部卿、兵部卿、刑部卿、大藏卿、宮内卿）等職位。
與從四位相同，擁有四位者的敬稱為姓氏與名諱後，增加官位與朝臣之名。例如「正四位下前伊予守源頼義朝臣」等。不過若是擁有正四位的參議，名列公卿的狀況下則在姓氏後加朝臣，名諱後加卿。
非公卿而言昇至正四位即為最高位，清和源氏與河内源氏的領袖人物通常可以得到此位。清和源氏初代經基王其子源滿仲、源滿仲長男（攝津源氏領袖）源賴光、源滿仲四男（河内源氏領袖）源賴信以詳的源賴義、源義家等河內源氏的領袖皆得到此位。平氏中則有伊勢平氏的平忠盛昇至正四位，並擔任刑部卿。
由於本來相當於從三位的近衛大將一職由大臣兼任成為慣例，從三位逐漸由近衛中將升任，近衛少將擔任正四位的狀況也就漸漸增加。（結城秀康等）
江戶時代時御三家中水戶藩的水戶德川家當主、親藩大名中福井藩的越前松平家（15代中4人）、譜代大名中彥根藩井伊氏（17代中3人）、外樣大名中加賀藩的前田氏與薩摩藩的島津氏（12代中的島津齊宣）、仙台藩的伊達氏（歷代中的伊達慶邦）等大名家有昇為正四位者。
明治時代以後，參與過幕末之尊皇攘夷與明治維新而尚未逝世的有功者，除了已擁有從三位以上的公卿、大名等華族，授與功績顯著者正四位。
以政府來說正四位相當於事務次官，舊日本陸海軍中則為上將階級者任官後立刻升任的位階，國會議員以其資歷在從一位至正四位間任官。
今天的榮典制度下，為擁有相當於勳二等功績的人物去世後追贈用，主要是用於參議院議員或名聲遠播的大學教授。

## 外部連結
- 位階令